# Колпаково (Курская область)
Колпаково — село в Курчатовском районе Курской области. Входит в Колпаковский сельсовет.

## География
Расположено в 14 км к югу от Курчатова на реке Реут, левом притоке Сейма. В 46 км к юго-западу от Курска, в 7 км от центра сельсовета — Новосергеевка.
Высота над уровнем моря — 226 м (177 м).
Климат
В селе Колпаково умеренный (влажный) континентальный климат без сухого сезона с тёплым летом (Dfb в классификации Кёппена).
| Показатель                                                                   | Янв. | Фев. | Март | Апр. | Май  | Июнь | Июль | Авг. | Сен. | Окт. | Нояб. | Дек. | Год  |
| ---------------------------------------------------------------------------- | ---- | ---- | ---- | ---- | ---- | ---- | ---- | ---- | ---- | ---- | ----- | ---- | ---- |
| Средний суточный максимум, °C                                                | −3,9 | −2,8 | 3,1  | 13,2 | 19,5 | 22,8 | 25,3 | 24,7 | 18,3 | 10,7 | 3,6   | −1   | 11,1 |
| Средняя температура, °C                                                      | −6   | −5,4 | −0,5 | 8,4  | 14,8 | 18,4 | 21   | 20,1 | 14,1 | 7,4  | 1,3   | −3   | 7,6  |
| Средний суточный минимум, °C                                                 | −8,4 | −8,5 | −4,6 | 2,9  | 9,2  | 13,1 | 15,9 | 15   | 9,8  | 4    | −1    | −5,2 | 3,5  |
| Норма осадков, мм                                                            | 51   | 44   | 48   | 50   | 63   | 70   | 74   | 54   | 57   | 57   | 47    | 49   | 664  |
| Источник: Погода по месяцам c ru.climate-data.org(дата обращения: Июнь 2021) |      |      |      |      |      |      |      |      |      |      |       |      |      |

## История
К 1880 году в Колпаково было 60 дворов, здесь проживало 440 человек, действовали 2 церкви, приходская школа, 2 лавки, конный завод. В год в селе проходили 5 ярмарок. С 1861 по 1920-е годы Колпаково было центром Колпаковской волости Льговского уезда Курской губернии.

## Население
| 2002 | 2010 |
| ---- | ---- |
| 118  | ↘92  |

## Инфраструктура
Личное подсобное хозяйство. В селе 121 дом.

## Транспорт
Колпаково находится в 31 км от федеральной автодороги М2 «Крым», в 10 км от автодороги регионального значения 38К-017 (Курск — Льгов — Рыльск — граница с Украиной), в 7 км от автодороги 38К-010 (M2 — Иванино), в 10,5 км от автодороги 38К-004 (Дьяконово — Суджа — граница с Украиной), в 4,5 км от автодороги межмуниципального значения 38Н-086 (38К-004 — Любимовка — Имени Карла Либкнехта), на автодороге 38Н-090 (38Н-086 — Колпаково — Иванино), в 11,5 км от ближайшей ж/д станции Блохино (линия Льгов I — Курск). Остановка общественного транспорта.

## Известные люди
- В Колпаково родился Герой Социалистического Труда Сергей Титович Акимов.

## Достопримечательности
- Городище село Колпаково[11]